# ビア・ラオ

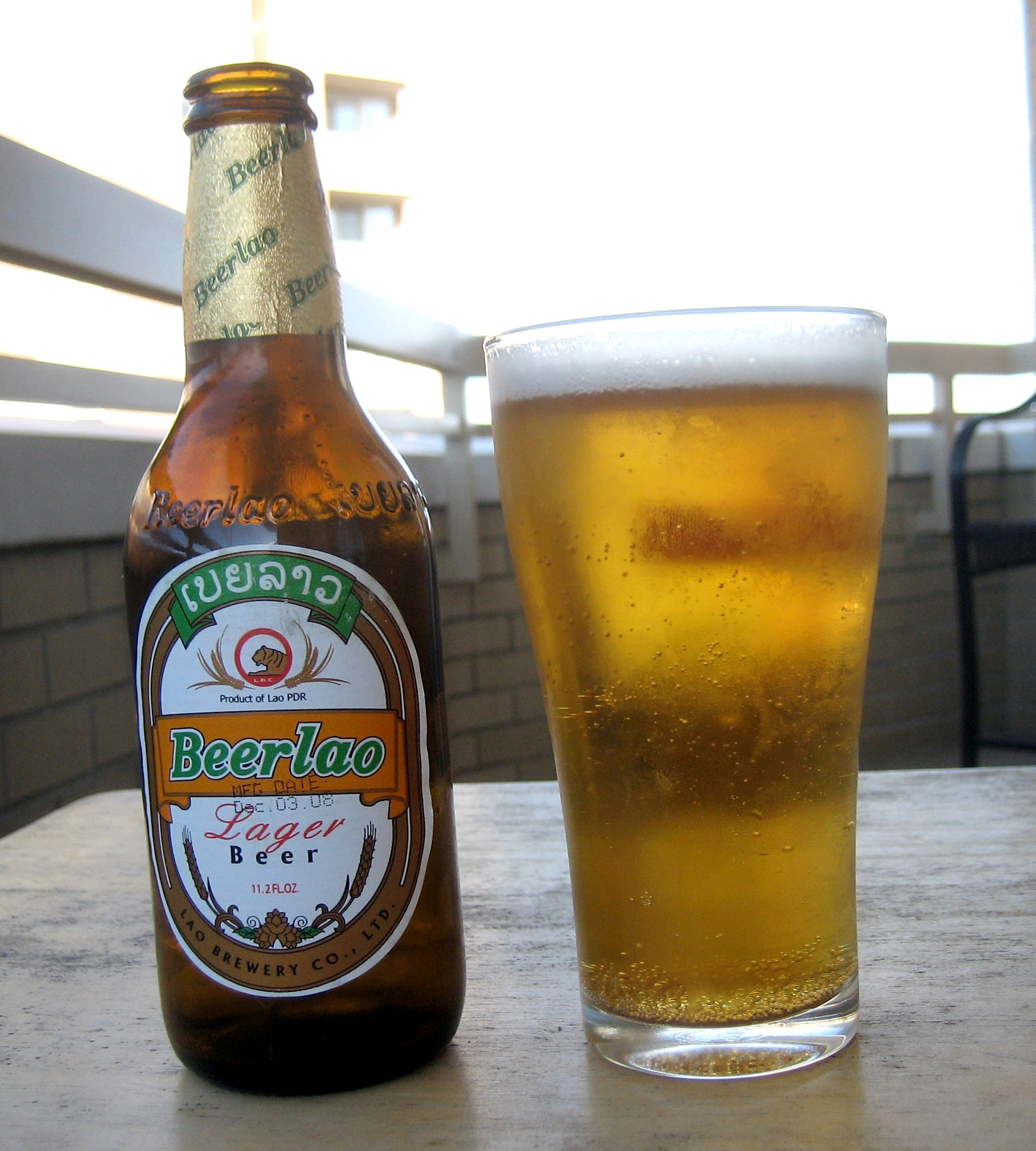
ビア・ラオのラガービール

ビア・ラオ（ラーオ語: ເບຍລາວ、英文表記：Beerlao）は、ラオスのラオ・ブリュワリー社 (Lao Brewery Co., Ltd) が製造しているラガータイプのビールである。
ラオスビールとしても知られ、ラオスを訪れる外国人観光客の間でもおなじみのブランド。アルコール度数は5%。口当たりはとても軽く、飲みやすい。